# Гулгула
Гулгула (груз. გულგულა) — село в Грузии, в муниципалитете Телави края Кахетия. 

## География
Село расположено в западной части края, в 6 километрах по прямой к северу от центра муниципалитета Телави. Высота центра — 425 метров над уровнем моря.

## Население
По данным переписи населения 2014 года, в селе проживало 1108 человек.
| год  | население |
| ---- | --------- |
| 2002 | 1252      |
| 2014 | 1108      |

## Экономика
В окрестностях села культивируются виноградники: село входит в базу производства вина Цинандали.